# 나르샤
나르샤(Narsha, 본명: 박효진, 1981년 12월 28일 ~ )는 대한민국의 가수로 걸 그룹 브라운 아이드 걸스의 서브보컬, 메인댄서를 말고 있다. 2010년 7월, 첫 솔로 앨범 《NARSHA》를 발매해 타이틀곡 〈삐리빠빠〉로 활동하였다. 2011년 5월엔 고정 패널이었던 프로그램의 종영 및 브라운 아이드 걸스의 4집 앨범 준비로 인해 활동을 쉬었고, 4집 《Sixth Sense》로 컴백하였고, 후속곡 《클렌징 크림》으로 활동하다 휴식기를 가졌다. 그후 MBC 드라마 《빛과 그림자》에서 이정자 역을, KBS 드라마 《울랄라 부부》에서 무산신녀 역을 맡아 배우로도 활동하였다.
본관은 밀양(密陽)이다. 는 내랑 생년월일 똑같음

## 학력
- 서울중곡초등학교 (졸업)
- 중화중학교 (졸업)
- 미림여자고등학교 (졸업)
- 동아방송예술대학교 영상음악, 보컬과 전문학사 (졸업)

## 생애

### 데뷔 전 (1981년-2005년)
나르샤(박효진)는 1981년 12월 28일 대한민국 서울특별시 중랑구 면목동에서 외동으로 태어났다. 원래 나르샤는 피아니스트를 꿈꾸었으나, 고등학교 시절 우연히 TV에서 "아껴둔 우리 사랑을 위해"라는 노래를 수화와 함께 부르던 가수 인순이의 모습을 보고 전율을 느껴, 진로를 대중 가수로 바꾸었다고 인터뷰에서 밝힌 바 있다. 이후 실용음악학원에 등록한 후 여러 기획사의 오디션을 통해서 가수로서 데뷔하려 수차례 노력하였으나, 번번이 좌절하고 여러 아르바이트를 전전하고 있던 와중에 실용음악학원에서 만난 적이 있던 제아로부터 브라운 아이드 걸스의 멤버 제안을 받게 되어 내가 네트워크 오디션을 통해 브아걸의 멤버가 되었다고 전해진다.
이후 나르샤는 본명 박효진(朴效眞)에서 나르샤로 이름을 바꿨다. '나르샤'라는 예명은 용비어천가 1장의 구절 '해동(海東) 육룡(六龍)이 나르샤 일마다 천복(天福)이시니 고성(古聖)이 동부(同符)하시니'에서 따온 것으로, 현대 한국어로 옮기면 '날아오르셔서'의 뜻이다.

### 데뷔 후 (2006년-2009년)
나르샤는 데뷔 당시때는 그다지 주목받지 못하였다. 하지만 나르샤는 여러 예능프로그램과 앨범 활동을 통해 열심히 활동하면서 큰 인기를 얻게 되었다. 2009년 후반기, 브라운 아이드 걸스의 "Abracadabra가 유행할 당시 나르샤는 특유의 톡톡튀는 개성넘치고 조리있는 말솜씨를 발판으로 스타골든벨, 절친노트 시즌 3 등 여러 프로그램에서 고정 패널 등으로 활약하였다. 또 KBS2 《청춘불패》의 G7 중 한 명으로 출연하였는데, 이때 나르샤는 남자게스트 출연 시의 행동이나 다른 G7 멤버들에 비해 나이가 많은 것을 자주 티내는 행동이나 애드립 등으로 인해 '성인돌'이라 불리며 많은 인기를 얻었다.

### 활발한 개인 활동 (2010년-현재)

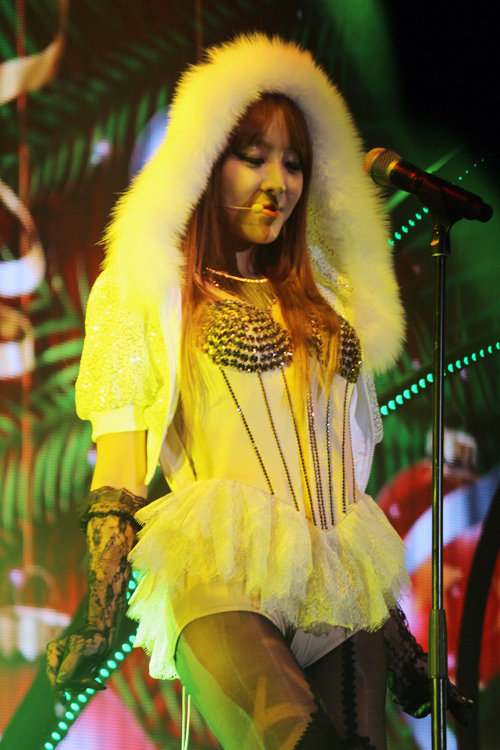
2012년 브라운 아이드 걸스 콘서트 Tonight 37.2°C에서 공연 중인 나르샤

2009년 10월 20일, 나르샤는 SBS 《강심장》에서 본인의 나이를 1983년생이 아닌 1981년생이라고 고백한데에 이어 2010년 2월 2일, 포털 사이트의 본인 프로필 중 키가 164cm가 아닌 158cm라고 솔직하게 고백하기도 하였다. 나르샤는 2010년 4월부터 라디오 DJ를 맡기도 했다. 예능 프로그램에서의 보여준 끼와 똑부러지는 말솜씨를 바탕으로 하여 2010년 4월 19일부터 KBS 쿨FM의 라디오 《볼륨을 높여요》의 메인 DJ를 맡았다. 《볼륨을 높여요》는 2010년 하반기 라디오 청취율 조사에서 동시간대 프로그램 1위를 차지하는 등 (전체 KBS FM 프로그램 중에서는 2위) 큰 인기를 얻었는데, 브라운 아이드 걸스의 일본 진출 및 4집 활동을 앞두고 그해 12월 31일을 끝으로 하차하였다.
2010년 여름에는 솔로앨범을 발매해 활동하였다. 먼저 7월 2일, 첫 솔로앨범 공개에 앞서 솔로앨범 수록곡 중 한 곡인, Ra.D의 곡을 리메이크한 "I'm In Love"를 디지털 싱글 형식으로 발표하였는데, "I'm In Love"는 별다른 홍보도 없었는데 김연아가 이 곡을 《김정은의 초콜릿》에서 부르는 등 인기를 모았다. 7월 6일에는 티저가 공개되었으며, 7월 8일 첫 미니앨범 《NARSHA》를 발매하였다. 타이틀곡은 〈삐리빠빠〉로, 일렉트로닉 장르의 하우스 비트에 팝적인 보컬라인이 잘 조합된 곡이다. 또한 트랙 전반부에는 미니멀한 신스사운드와 비트로 진행되다가 후반부로 갈수록 스케일감 있는 코러스가 몽환적으로 쌓여가는, 이제껏 듣기 힘들었던 스타일의 곡이다. 애초의 노래 제목은 "Nightmare"이었으나, 도입부에서의 '삐리빠빠'파트가 워낙 인상이 강해 최종 제목은 〈삐리빠빠〉로 결정되었다 한다. 〈삐리빠빠〉는 공개 후 여러 음원차트의 상위권에 진입하며 인기를 얻었으며, 〈삐리빠빠〉의 주요 안무인 일명 '찍어 춤'과</ref> . 뮤직비디오에서 선보였던 망사의상도 화제가 되었다. 8월 20일에는 써니힐과 함께한 후속곡 〈맘마미아〉를 발표하였다. 이후 나르샤는 무리한 활동으로 9월 1일 청춘불패 촬영 장에서 의식을 잃고 쓰러져 미주신경성 실신 판정을 받고 입원하여 활동을 잠정 중단할 예정이었으나, 입원 이틀만에 퇴원 후 다음 날부터 정상적으로 활동하였다.
솔로 활동 중, 나르샤는 SBS 《영웅호걸》에 출연하게 되며 더욱더 활발한 예능 활동을 하였다. 그 당시 나르샤는 《강심장》에서 어린 시절 비교적 유복하지 못하였던, 어려웠던 지난 날에 대해서 진솔하게 밝히기도 하였다.
또, 나르샤는 《영웅호걸》 26~27화 방영분에서 영화 《초대받지 못한 손님》의 감독으로 등장하였다. 이후 나르샤는 계속해서 브라운 아이드 걸스로서 활동을 이어가는 한편, 2013년에는 미료와 함께 "M&N"이라는 유닛을 결성, 〈오늘밤〉이라는 디지털 싱글을 발매했으며,TV 조선 3부작 드라마의 여주인공으로 발탁되기도 하였다.

## 음반

### 솔로 음반
- 2010년 7월 2일 디지털 싱글 《I'm In Love》
- 2010년 7월 8일 EP 《NARSHA》
- 2010년 8월 2일 디지털 싱글 《맘마미아》
- 2023년 11월 18일 싱글 《BLUSH》
- 2023년 12월 9일 싱글 《GAME》

### 참여 음반
- IM - 〈Be my 1004, 떨림〉 피쳐링
- 《잔혹한 출근》 OST 중 가리온 - 〈피할 수 없다면〉 피쳐링
- 드라마 《대조영》 OST - 〈그대만 모르죠〉
- ’병원에 가다 (Digital Single)’ - 〈병원에 가다〉
- 《아가씨를 부탁해》 OST - 〈I Love You〉
- 이재훈 EP 《First Whisper》 중 〈눈의 선물〉 피쳐링
- 언터쳐블 - 〈가슴에 살아〉 피쳐링
- 《가시나무새》 OST Part 3 - 〈아는 여자〉

## 출연작

### 예능 / 버라이어티
- 2009년 - KBS2 《청춘불패》 (2010년 12월 24일 종영)
- 2009년 - KBS2 《스타골든벨》 걸그룹 라인 고정 패널 (거의 1~2주에 1회 출연) (2010년 11월 20일 종영)
- 2009년 - SBS 《절친노트 시즌 3》 고정 패널 (종영)
- 2009년, 2010년 - SBS 《강심장》 3회, 17회, 18회, 37회, 38회
- 2010년 - SBS 《태극기 휘날리며》 월드컵 축구경기 응원 특별프로젝트 고정 패널 (종영)
- 2010년 - SBS 《영웅호걸》 고정 패널 (종영)
- 2010년 - KBS2 《위기탈출 넘버원》 특별 MC (11월 15일 방송분, 제아와 같이 출연)
- 2011년 - KBS2 《아이돌 건강미녀 선발대회》
- 2011년 - KBS2 《대국민 토크쇼 안녕하세요》 26회
- 2011년 - KBS2 《위기탈출 넘버원》 특별 MC (10월 24일 방송분)
- 2011년 - 온스타일 《스타일쇼 필》 고정 MC
- 2012년 - MBC 《성탄특집 네팔콘서트 축복합니다》
- 2013년 - MBC 《무한도전》 361회, 362회
- 2013년 - KBS2 《불후의 명곡 - 전설을 노래하다》 82회, 90회
- 2014년 - KBS2 《해피투게더 시즌3》 335회
- 2014년 - MBC 《스타 닮은꼴 최강전》
- 2014년 - MBC every1 《우리집에 연예인이 산다》
- 2014년 - JTBC 《마녀사냥》 36회
- 2014년 - MBC 《백투더스쿨》 (파일럿)
- 2014년 - tvN 《SNL 코리아》
- 2014년 - MBC 《세바퀴》 274회
- 2017년 - JTBC 《김제동의 톡투유 - 걱정 말아요! 그대》 101회
- 2017년 - MBC 《미스터리 음악쇼 복면가왕》 125회, 126회 (참가자 - 뿌리 깊은 당근소녀)
- 2018년 - OtvN 《어쩌다 어른》
- 2018년 - MBC 《진짜 사나이 300》
- 2019년 - MBC 《생방송 행복드림 로또 6/45》 게스트 877회
- 2020년 - SBS F!L·TV조선·라이프타임 《홈데렐라》
- 2021년 - JTBC 《부자의 탄생》 진행
- 2023년 - MBN 《오빠시대》 심사위원
- 2023년 - E채널·채널S 《놀던언니》 패널
- 2023년 - 유튜브 《노빠꾸 탁재훈》- 80회

### 드라마
- 2011년 ~ 2012년 MBC 《빛과 그림자》 : 이정자 역
- 2012년 KBS2 《울랄라 부부》 : 무산신녀 역
- 2014년 TV조선 《파랑새는 있다》 : 신애 역
- 2014년 tvN 《응급남녀》 : 환자 역 (특별출연)
- 2014년 tvN 《마녀의 연애》 : 점집 무당 역
- 2014년 MBC 《드라마 페스티벌 - 포틴(4teen)》 : 선글라스녀 역
- 2015년 KBS1 《가족을 지켜라》 : 정희진 역
- 2016년 KBS JOY 《연애를 부탁해》
- 2020년 MBC every1 《연애는 귀찮지만 외로운 건 싫어!》 (특별출연)
- 2021년 JTBC 《아이돌: 더 쿠데타》 (특별출연)

### 영화
- 2011년 - 단편영화 '초대받지 못한 손님' (감독: 나르샤)
- 2012년 - 더빙영화 니코: 산타비행단의 모험 (화이트 울프(한국어 목소리) 역)

### 라디오
- 2010년 - KBS 쿨FM 나르샤의 볼륨을 높여요 DJ (2010년 4월 19일 ~ 12월 31일)
- 2019년 - SBS 러브FM 나르샤의 아브라카다브라 DJ (2019년 8월 12일 ~ 2022년 2월 6일)

### 광고 / CF (단독)
- 2009년 - 에이트리 전자 사전
- 2010년 - 테크노마트
- 2010년 - 삼성전자 애니콜 (우심폰까 / 동반출연:김태우)
- 2010년 - 토니모리 화장품 광고 모델 (송중기와 동반 출연)[17]

## 수상 경력
- 2011년 제1회 olleh·롯데 스마트폰 영화제 '특별상'[18]
- 2017년 SBS 연예대상 베스트 챌린지상